# Agnès de Brandebourg
Agnès de Brandebourg (morte en 1304), reine de Danemark en 1273, est l'épouse du roi Éric V de Danemark.

## Biographie
Agnès de Brandebourg, morte en 1304, est la fille du margrave Jean Ier de Brandebourg.
Elle épouse en 1273 le roi Éric V de Danemark, assassiné en 1286. De cette union naîtront :
- Éric VI de Danemark ;
- Christophe II de Danemark ;
- Marthe, morte en 1341, épouse en 1298 le roi Birger de Suède.

Puis en 1293 le duc Gérard II de Holstein-Plön. De cette union naîtra :
- Jean III de Holstein.